# آنخل د ساودرا
آنخل د ساودرا، رامیرز دو باکدانو (به اسپانیایی: Don Ángel de Saavedra y Ramírez de Baquedano, 3rd Duke of Rivas) سیاستمدار و شاعر و نمایش‌نامه‌نویس اسپانیایی در نوزدهم مارس ۱۷۹۱ در کوردوبا متولد و در بیست و دوم ژوئن ۱۸۶۵ در مادرید درگذشت
برخی از آثار وی عبارتند از:
نمایش
- آلیاتار (۱۸۱۶)
- دون آلوارو (۱۸۳۵)
- دوک آکیتن

سایر آثار
- آتولفو
- دوینا بلانکا دو کاستیلا
- تسکین خاطر یک زندانی
- پیرامون عصر فرانسیس اول شاه فرانسه
- آزمون وفاداری
- نیروی سرنوشت